# Nova Vas (gmina Brtonigla)
Nova Vas (wł. Villanova) – wieś w Chorwacji, w żupanii istryjskiej, w gminie Brtonigla. W 2011 roku liczyła 359 mieszkańców.